# AWESOME FRIDAYS
『AWESOME FRIDAYS』（オーサム・フライデーズ）は、2013年4月5日から2023年3月31日までFM802で放送されていたラジオ番組である。

## 概要
番組のキャッチコピーは「すごく楽しい金曜日を過ごす人たちへ。わくわくする時間をさらにワクワクなものにする3時間！」。
金曜日に放送開始された番組であり、当初の放送時間は18:00 - 21:00であった。2021年4月30日より、放送時間が1時間短縮され、18:00 - 20:00の放送となった。
当番組は10年間放送してきたが、2023年3月31日放送分をもって終了。後番組は放送枠が移動した『Poppin'FLAG!!!』。なお、放送終了時点でDJを担当した深町絵里は2年後に開始した『RADIO ANTHEMS』で再び同じ放送枠でDJを担当することになった。

## 放送時間
- 毎週金曜 18:00 - 21:00（2013年4月5日 - 2021年4月23日）（JST）
- 毎週金曜 18:00 - 20:00（2021年4月30日 - 2023年3月31日）（JST）

## DJ
- 飯室大吾（2013年4月5日 - 2018年3月30日）
- 深町絵里（2018年4月6日 - 2023年3月31日）

## コーナー
Fresh Jam
放送週にリリースされた楽曲をハイライト形式で紹介するコーナー。
愛のお悩みエクスプレス
深町が扮する「深町エリザベス」がリスナーのお悩みにアドバイスするコーナー。